# そごうマート
株式会社そごうマートは、愛媛県西条市三芳に本社を置く小売事業者。
愛媛県西条市･今治市･松山市でスーパーマーケットを展開している他、大屋が展開する「ドラッグストアmac」内などに生鮮テナントを出店している。CGCグループに加盟している。百貨店のそごうとは関係がない。

## 沿革
- 1962年12月 - 愛媛県西条市（旧東予市）にて創立。
- 1963年1月 - 三芳店開業。
- 1985年2月 - 愛媛県今治市に出店（上徳店）。
- 1987年12月 - 愛媛県松山市に出店（梅本店）。
- 2015年
  - 5月 - CGCグループに加盟。
  - 11月 - ドラッグストアmacに生鮮テナント出店。
- 2019年9月 - 業務スーパー生鮮テナント出店（今治店）。
- 2021年
  - 2月 - とくし丸事業スタート。
  - 12月 - 業務スーパー生鮮テナント出店（松山平田店）。
- 2022年9月 - シャトレーゼ西条公園通り店開店。

## 店舗
西条市
- 三芳本店（西条市三芳）
- 新町店（西条市新町）
- 三津屋店（西条市三津屋東）

今治市
- 八町店（今治市松木）
- 上徳店（今治市上徳）

松山市
- 梅本店（松山市北梅本町）
- 中須賀店（松山市中須賀）
- 堀江店（松山市堀江町）

## 移動スーパー とくし丸
- 徳島県徳島市にある株式会社とくし丸と提携し、一部の地域において、移動スーパーを行っている[2]。
- 拠点店舗
  - 三芳本店：1号車
  - 三津屋店：2号車、3号車
  - 八町店：4号車、5号車